# Gall cuaforcat
El gall cuaforcat (Lyrurus tetrix) és una espècie d'ocell de la família dels fasiànids (Phasianidae) que habita als boscos del nord d'Europa i d'Àsia, des de les Illes Britàniques i Escandinàvia, cap a l'est, pel nord de Rússia i de Sibèria. Cap al sud arriben fins als Alps, Balcans, Turquestan, nord de Mongòlia i Corea.